# Carl Weishaupt
Carl Weishaupt (11. srpna 1787 Řezno – 18. prosince 1853 Mnichov) byl německý generálporučík a bavorský ministr války od 5. dubna 1848 do 21. listopadu 1848.
Carl Weishaupt se narodil 11. srpna 1787 v Řezně jako syn německého filozofa a vysokoškolského pedagoga Adama Weishaupta. Svou kariéru v bavorské armádě započal během napoleonských válek. 5. dubna 1848 byl jmenován bavorským ministrem války. Na této pozici vydržel však velmi krátce, jen do 21. listopadu 1848, kdy byl nahrazen generálporučíkem Wilhelmem von Le Suire. Až do své smrti poté sloužil jako brigádník dělostřelectva. Den před svou smrtí byl jmenován králem Maxmiliánem II. Bavorským generálporučíkem.

Během svých cest sbíral poznatky o římských silnicích na území Bavorska, které následně publikoval ve svém díle Beiträge zur Kenntniß des Römerstraßenzuges von Augusta Vindelicorum bis Juvavo und dessen nächsten Umgebungen in alterthümlichem Bezuge.